# Чемпионат Санкт-Петербурга по футболу 1901
Чемпионат Санкт-Петербурга по футболу 1901 стал I-м первенством города, проведенным Санкт-Петербургской футбол-лигой.
Победителем и первым обладателем кубка Аспдена стал клуб «Невка».

## Организация и проведение турнира
Инициатива объединения клубов Санкт-Петербурга в лигу и проведение первого организованного турнира принадлежала создателям и руководителям клуба «Невский» — Джону Ричарду (Ивану Михайловичу) Ричардсону, инженеру-механику Невской ниточной мануфактуры и Чарльзу Монкеру, будущему директору этой мануфактуры — известным в Петербурге спортсменам, судьям, спортивным деятелям. Именно им принадлежит становление организационных форм футбола в Санкт-Петербурге (и по его примеру по всей стране):
Благодаря усилиям «Невского футбол-клаба» футбольный спорт в то время пробудился к новой жизни...«St. Petersburger Zeitung» № 257 от 14 сентября 1902

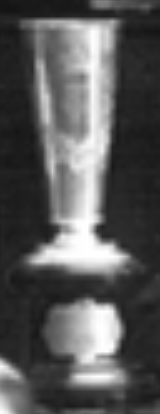
Кубок Аспдена

Ричардсон и стал секретарём образованной в конце лета 1901 года Петербургской футбол-лиги, в которую, помимо «Невского» (объединявшего англичан), вошли также клубы «Невка» одноимённой прядильной мануфактуры (его преимущественно составляли шотландцы) и «Виктория», который был в значительной степени интернациональным — его членами являлись немцы, а также британцы, скандинавы и русские. В Санкт-Петербурге также еще с 1888 года существовал спортивный клуб, большинство членов которого составляли представители титульной нации Российской империи — «Санкт-Петербургский кружок любителей спорта» (СПБ КЛС, КЛС) или просто «Спорт», довольно давно культивировавший и футбол — однако он отклонил предложение ПФЛ о вступлении в лигу и участии в чемпионате, памятуя о разгромных поражениях футбольной команды клуба в весенних товарищеских матчах с «Викторией».
Для чемпионата новообразованной лиги английским меценатом Томасом (Фомой Матвеевичем) Аспденом был пожалован серебряный кубок, ставший главным трофеем лиги на весь период её существования.
Турнир разыгрывался по «круговой системе» в два круга — на своем и на чужом полях. Победа оценивалась в 2 очка, ничья — 1, поражение — 0. В случае равенства очков приоритет определялся разницей голов; но для определения победителя турнира предусматривался дополнительный матч. Календарь был составлен и опубликован заранее и предполагал характерные для консервативных британцев еженедельные матчи по субботам.

## Ход турнира
Первый в истории отечественного футбола соревновательный матч был сыгран 2 (15) сентября 1901 года на поле «Невки» "... на Выборгской стороне у Самсониевской мануфактуры" между хозяевами и «Викторией» и закончился вничью — 2:2. За «Викторию» выступали три русских футболиста: Георгий Ярков, Михаил Григорьев и капитан команды Василий Браун (в других матчах на поле выходил и его отец Герман Браун — всего, таким образом, в турнире участвовали четыре русских футболиста из 47 выходивших на поле). В первом матче случилось и первое нарушение регламента: англичанин К.Хиллкрайст был членом «Невских» и выступать за «Невку» не имел права — в результате матч было решено переиграть по окончании календарных игр. После достаточно уверенных побед обоих соперников над «Невским» этот матч мог бы стать решающим, однако ответная встреча на поле «Виктории», в которой хозяева минимально уступили, заканчивая её вдесятером после тяжёлой травмы защитника Шауба, надломила команду — она не явилась на последний домашний календарный матч с «Невским», а на переигровку с трудом набрала состав, выступая без многих ведущих игроков, и проиграла 1:2 (матч, хотя и был проведён, уже практически ничего не решал, и ПФЛ приняла решение оставить в силе результат стартового матча). Таким образом, первыми победителями первого чемпионата столицы России стали шотландцы из «Невки».
Турнир сумел поднять зрительский интерес к футболу — "турнир на серебряный кубок" (как его именовали в газетах), помимо английских и немецких изданий, начала освещать и русскоязычная пресса.

### Турнирная таблица
| № | Команды    | 1       | 2       | 3       | В | Н | П | М     | О |
| - | ---------- | ------- | ------- | ------- | - | - | - | ----- | - |
|   | «Невка»    |         | 2:2 1:0 | 3:1 1:1 | 2 | 2 | 0 | 7 — 4 | 6 |
|   | «Виктория» | 0:1 2:2 |         | -:+ 4:1 | 1 | 1 | 2 | 6 — 4 | 3 |
|   | «Невский»  | 1:1 1:3 | 1:4 +:- |         | 1 | 1 | 2 | 3 — 8 | 3 |

### Матчи
| 2 сен | «Невка» | 2:2     | «Виктория» | Поле «Невки»        |
| |         | (отчёт) |            | Судья: Дж.Ричардсон |
| «Невка»: Сьюэлл - Хиллкрайст, Шарльпс - Кромптон, Флетчер, Дж.ХаргривзII - Бойль, Д.Хейнс, Ф.ХаргривзIII, В.СмоллIII, Джерард «Виктория»: Хайльман - В.ЛауманII, Шауб - А.Вардроппер, Грюнервальд, Ф.РейтI - И.ВитманI, Ярков, В.БраунII , М.Григорьев, П.ВитманII |         |         |            |                     |

| 8 сен | «Невский» | 1:1     | «Невка» | Поле «Невских»               |
| |           | (отчёт) |         | Зрителей: ~100 Судья: Ф.Рейт |
| «Невский»: Б.Браун - Ч.Льюис, Хиллкрайст - А.Купер, Нэрс, МакЭлпайн - Брайсон, СервисI, Уипп, Холден, СервисII «Невка»: Сьюэлл - Шарльпс, У.СмоллI - Кромптон, Э.СмоллII, Флетчер - Бойль, Д.Хейнс, Ф.ХаргривзIII, В.СмоллIII, Джерард |           |         |         |                              |

| 14 сен | «Невка» | 3:1     | «Невский» | Поле «Невки»  |
| |         | (отчёт) |           | Судья: Ф.Рейт |
| «Невка»: Сьюэлл - Шарльпс, У.СмоллI - Кромптон, Э.СмоллII, Дж.ХаргривзII - Бойль, Хамер, Ф.ХаргривзIII, В.СмоллIII, Джерард «Невский»: Б.Браун - Э.Стюарт, Хиллкрайст - А.Купер, Нэрс, МакЭлпайн - Хатчинсон, СервисI, Уипп, Монкер, Брайсон |         |         |           |               |

| 23 сен | «Виктория» | 4:1     | «Невский» | Поле «Невских»     |
| |            | (отчёт) |           | Судья: Дж.Харгривз |
| «Виктория»: Гартен - Г.БраунI, Шауб - А.Вардроппер, В.ЛауманII, Ф.Рейт - Ярков, Якобсен, В.БраунII, М.Григорьев, П.ВитманII «Невский»: Б.Браун - Стоквилл, Э.Стюарт - А.Купер, Ричардсон, Нэрс - Монкер, Хиллкрайст, Уипп, Хатчинсон, СервисII |            |         |           |                    |

| 30 сен | «Невка» | 1:0     | «Виктория» | Поле «Виктории» |
| |         | (отчёт) |            | Судья: Ч.Монкер |
| «Невка»: Сьюэлл - Шарльпс, Дж.ХаргривзII - Хамер, Кромптон, Флетчер - Бойль, Э.СмоллII, Ф.ХаргривзIII, В.СмоллIII, Джерард · «Виктория»: Гартен - Г.БраунI, Шауб - А.Вардроппер, В.ЛауманII, Ф.РейтI - Ярков, Якобсен, В.БраунII, М.Григорьев, П.ВитманII |         |         |            |                 |

| 7 окт | «Невский» | +:-     | «Виктория» | Поле «Виктории» |
|       |           | (отчёт) |            |                 |

Переигровка
| 14 окт | «Невка» | 2:1     | «Виктория» | Поле «Невки»        |
| |         | (отчёт) |            | Судья: Дж.Ричардсон |
| «Невка»: Сьюэлл - Шарльпс, У.СмоллI - Кромптон, Флетчер, Дж.ХаргривзII - Бойль, Хамер, Ф.ХаргривзIII, А.ХаргривзI, Джерард «Виктория»: Гартен - В.ЛауманII, Ад.ЛауманIII - А.Вардроппер, Грюнервальд, Ф.РейтI - Ярков, Якобсен, Серк, М.Григорьев, М.РейтII |         |         |            |                     |

## Комментарии
1. ↑  В реалиях тех времён было принято, особенно в случае близкого общения с иностранцами, «русифицировать» их имена — поэтому к Джону обращались Иван, Томасу — Фома, Гарри — Андрей и т.п.
2. ↑  В те времена обычным делом было употребление название Петербург вместо Санкт-Петербург даже в официальных документах — соответственно, Санкт-Петербургская футбол-лига практически всегда именовалась Петербургской или сокращенно ПФЛ
3. ↑  Матч был назначен к переигровке ввиду участия в составе «Невки» игрока другого клуба (К.Хиллкрайста из «Невских»); однако, поскольку результат проведенной после окончания всех игр переигровки не изменил существенно итоги турнира, а команда «Виктория» выступала в ней в ослабленном составе, было решено оставить в силе первоначальный результат матча, как более объективный.

### Периодика
- Журнал «Спортъ» Санкт-Петербург, 1901. НЭБ — rusneb.ru.
- «Петербургская газета» Санкт-Петербург, 1901. Электронная библиотека РНБ — vivaldi.nlr.ru.